# Trond Erik
Trond Erik Bertelsen (nacido el 5 de junio de 1984 en Stavanger, Noruega) es un futbolista noruego que juega en la posición de defensa. Actualmente juega para el Viking FK de Stavanger y para la selección de fútbol de Noruega desde 2006.